# Lactarius indigo
Lactarius indigos е вид ядлива базидиева гъба от род Млечници. Гъбата е разпространена в Югоизточна Азия, Северна и Централна Америка. Продава се на пазарите в Мексико, Гватемала и Китай.

## Описание
Гуглата е с диаметър 5 – 15 cm, синя на цвят. Ламелите са пластинковидни, отново с млечносин цвят. При остаряване на гъбата те изсветляват. Спорите са жълти. Крачето е цилиндрично с височина 2 – 6 cm и диаметър 1 – 2,5 cm. Плодното месо е светлосиньо, бавно позеленяващо на въздуха. Млечният сок е яркосин.